# Mahmud Mauid
Mahmud Mauid (* 1942 in Saffuriya bei Nazareth, Völkerbundsmandat für Palästina) ist ein palästinensischer Schriftsteller und Literaturwissenschaftler.

## Leben
Er musste 1948 nach Syrien fliehen. Nach einem Literaturstudium in Damaskus erlangte er das Diplom für höhere Studien in Kairo. Er promovierte dann an der Sorbonne in Paris. Mauid unterrichtete in Algerien, der Volksdemokratische Republik Jemen und in Syrien.

## Werke
- Rubiyat Al-Maut wa Al-Djunun, (Quartet des Todes und des Wahnsinns), Kurzgeschichten, 1978